# Nasalis larvatus
El mono narigudo o násico (Nasalis larvatus) es una especie de primate catarrino de la familia Cercopithecidae. Es herbívoro y es endémico de la isla de Borneo, en el sureste asiático. Es la única especie del género Nasalis.
Se alimenta de brotes y hojas. No se conocen subespecies. Normalmente se desplaza trepando por los árboles, pero también es buen nadador, capaz de cruzar profundos canales para conseguir comida o escapar de algún peligro.
La pérdida de su hábitat natural, así como la caza han provocado que esta especie se encuentre en peligro de extinción, solo se sabe de la existencia de siete mil ejemplares.

## Descripción

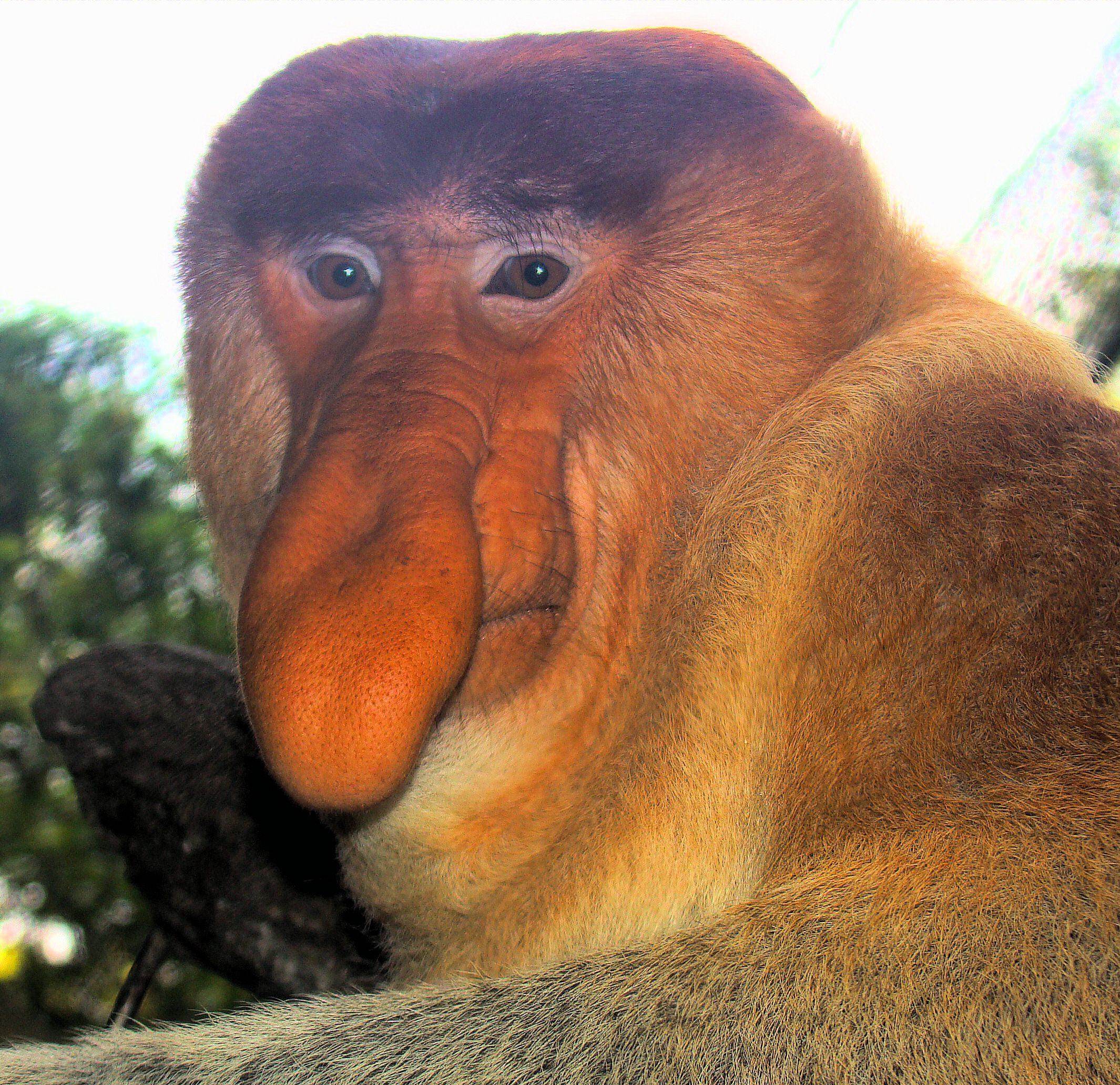
Cabeza de un mono narigudo

El mono narigudo es inconfundible por su cara rosada y por su nariz larga, abultada y carnosa, la cual se cree que puede ser resultado de la selección sexual; la hembra prefiere machos de nariz grande, perpetuando esta característica. Tanto machos como hembras tienen la nariz grande, aunque las narices de las hembras no son tan grandes. Las de los machos son tan grandes que cuelgan más abajo de la boca. Su nariz se hincha y se vuelve de color rojo cuando se excitan o se enfadan. También crean sonidos fuertes como una advertencia, cuando sienten peligro. Otra característica evidente del mono narigudo es su gran vientre.
Tiene un aparato digestivo único que les permite utilizar las hojas como su fuente de alimento principal. Posee una dentadura de treinta y dos dientes, similar a la humana (y a la del resto de primates del Viejo Mundo). Las bacterias le ayudan a digerir las hojas y neutralizar las toxinas de determinadas hojas. Su estómago constituye una cuarta parte de su peso corporal.
El noventa y cinco por ciento de su dieta se compone de hojas de los árboles de mangle, preferentemente de las hojas inmaduras más antiguas. También se alimentan de frutos y semillas.
Tiene un pelaje de color marrón rojizo en la espalda y los hombros, que termina en sección media. El pecho es de color crema, con un collar de color crema que corre alrededor de su cuello y alrededor de la cintura a sus nalgas y la cola. Sus brazos y piernas son grises, de piel naranja negro y derivados. Su cara es de color carne con ojos pequeños marrones y tiene las orejas pequeñas.
Los machos son más grandes que las hembras. De longitud, los machos entre la cabeza y el cuerpo miden desde 66 a 76 cm, con un peso de 16 a 22 kg. Las hembras entre la cabeza y el cuerpo miden de 53 a 64 cm, con un peso de 7 a 11 kg. Sus colas son tan largas como su cuerpo, de hasta 75 cm las de los machos.

## Distribución y hábitat
Es una especie territorial, que únicamente se encuentra en la isla de Borneo. Habitan en los bosques mixtos, manglares pantanosos, bosques cerca de ríos y selvas tropicales. Evitan las zonas deforestadas y los asentamientos humanos.

## Comportamiento
Es un animal sociable, por lo que vive en grupos desde diez hasta treinta y dos individuos, pero puede llegar a haber hasta sesenta a ochenta machos y hembras. Los grupos no están estructurados y organizados. Tanto los machos como las hembras se separan de su grupo natal.
Su sistema social tiene dos niveles: 
Uno es el grupo de machos. Estos se componen de las crías, jóvenes y adultos. Los jóvenes machos dejan el grupo donde se criaron al alrededor de los dieciocho meses y se unen a un grupo de adultos. Hay muy poca agresión entre los machos cuando forman grupos.
Las hembras pueden trasladarse de un harén a otro cuando son jóvenes; los harenes son en su mayoría estables. 
Las hembras adultas tienden a coordinar el movimiento del grupo y los machos dominantes vigilan desde en un árbol alto, mientras que el grupo se alimenta.
Dependen de su hábitat que lindan con los ríos y, por lo general, no se mueven más allá de 600 m de un río o arroyo. Duermen en los árboles, en preferencia las ramas para protegerse de los depredadores.
Son excelentes nadadores,[cita requerida] pero solo nadan cuando es necesario, como por ejemplo, para cruzar ríos. Cuando se sienten en peligro, todo el grupo puede saltar al agua como un medio de escape. Sus pies parcialmente palmeados ayudan al mono narigudo a nadar.

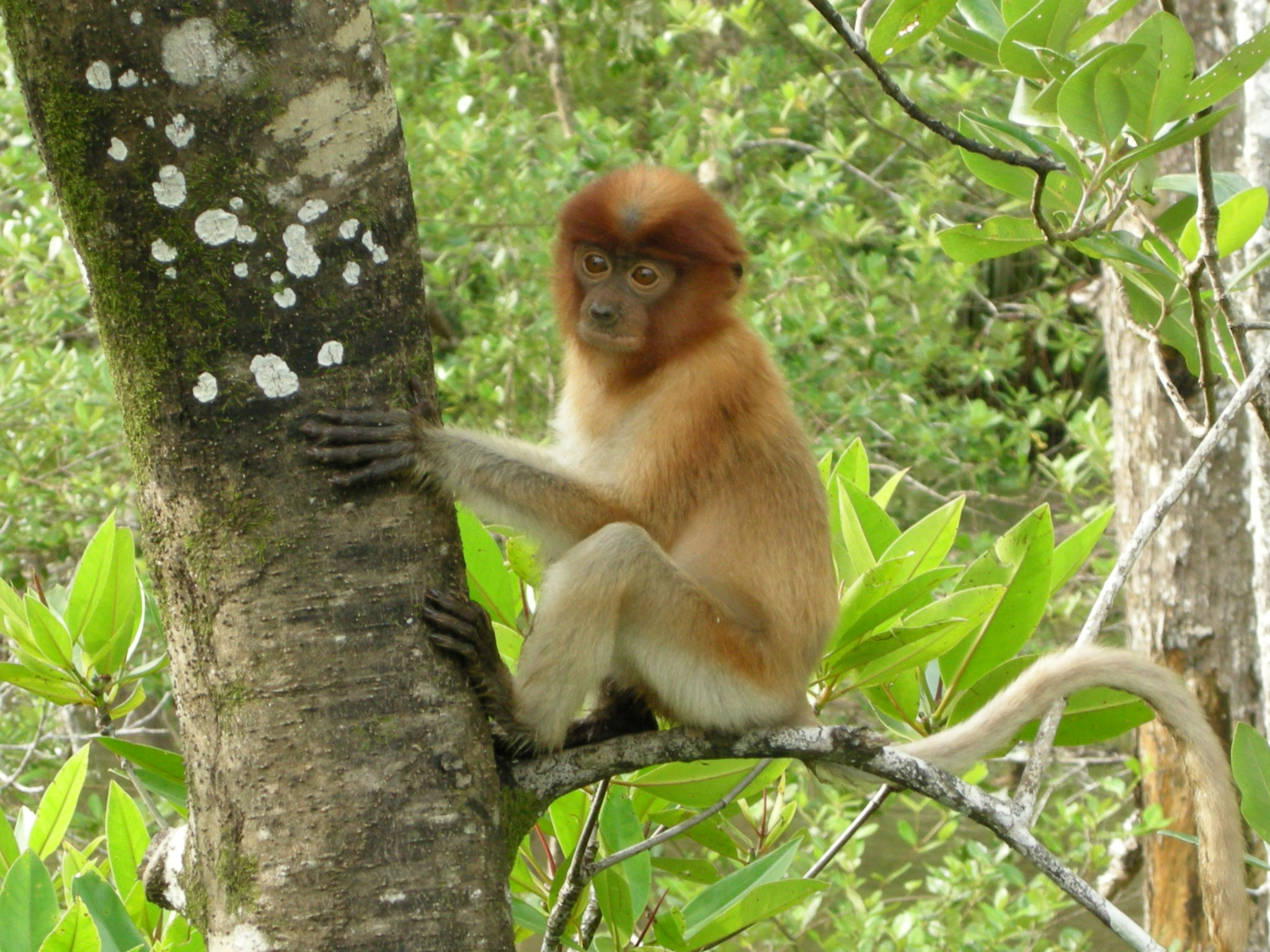
Cría de mono narigudo

Se columpian en los árboles y saltan de rama en rama con las cuatro extremidades, se mueve lentamente a causa de su peso. Por lo general se alimentan por la mañana, y paran a descansar todo el día. Más tarde, se alimentan de nuevo justo antes del anochecer.

### Reproducción
Las hembras paren una única cría. Su período de gestación es de alrededor de ciento sesenta y seis días. Por lo general, paren por la noche. La cría recién nacida tiene un rostro azul profundo y disperso, casi negro. Cambia de color alrededor de tres o cuatro meses. El joven permanece cerca de su madre durante un año, o hasta que ella tenga otra cría. Los machos alcanzan la madurez sexual en unos cuatro o cinco años y las hembras a los cuatro años. Su esperanza de vida es de unos veinte años.